# Килимените хора
„Килимените хора“ (на английски: The Carpet People) е първият роман на британския писател Тери Пратчет.
Първоначално романът е издаден през 1971 г., когато авторът е едва 23-годишен, но по-късно е преиздаден, като във второто издание са нанесени промени. Книгата е преиздадена през 1992 г., когато Тери Пратчет вече е станал популярен с книгите си от „Светът на диска“. В бележката на автора във второто издание Тери Пратчет пише: Тази книга има двама автори. И двамата са един и същи човек.
Българският превод е на Светлана Комогорова-Комата.

## Сюжет
Внимание:  Текстът по-долу разкрива сюжета на произведението (или части от него)!
Романът описва пътешествието на племето миниатюрни дре, наречено Монрунги, през света, който те наричат Килима – и всъщност е килим в една стая. Теренът на Килима е гъсто заселен с гори от косми, и е покрит с дебел слой прах. Небето над килима е описано просто като горе, а под повърхността на Килима се намират пещерите на Подкилимието и накрая Пода. Някъде далече, чак след Килима, се простира Черджето пред Камината, където живеят варвари, кланящи се на огъня.
Пътешествието на племето Монрунги започва, след като техният дом е унищожен от мистериозния Фрей. В книгата Фрей не е описан по никакъв начин, но като цяло става ясно, че е възможно Фрей да е аналог на прахосмукачка, или на стъпката на живеещите в дома нормални хора.
Вожд на Монрунгите е Глурк, който е съветван от Писмир – мъдър човек, който се представя за философ и разбира от различните прахове на Килима. Главен герой в романа е по-малкият брат на Глурк – Снибрил, който според Писмир е надарен с рядък ум. Снибрил единствен сред хората притежава способността да усеща Фрей няколко минути преди той да удари.
Килимените хора добиват метал от изпусната на килима монета, дърво от изпусната кибритена клечка, лак от един крак на стол (те го наричат Кракнастола).
Основно място в романа заема войната на хората на Килима срещу Моулите (раса на интелигенти, но кръвожадни маймуноподобни същества). В края на романа се състои битка между съюзилите се междувременно килимени хора и Моулите, в която хората успяват да надделеят. На финала на книгата Снибрил решава да напусне племето и да се заеме с изучаването на Килима и на Фрей.